# 杜馬納巴
杜馬納巴（法語：Doumanaba），是馬里的城鎮，位於該國中部，由錫卡索區的錫卡索省負責管轄，處於錫卡索西北面49公里，面積288平方公里，2009年人口15,105，人口密度每平方公里52人。